# George Turner (författare)
George Reginald Turner, född 16 oktober 1916, död 8 juni 1997, var en australisk författare. Han är mest känd för sina verk inom genren science fiction.
Turner hade redan uppnått framgång som romanförfattare när hans första science fiction-berättelse utkom år 1978. Han belönades 1988 med Arthur C. Clarke-priset för romanen The Sea and Summer.